# Sundasalanx microps
Sundasalanx microps är en fiskart som beskrevs av Roberts, 1981. Sundasalanx microps ingår i släktet Sundasalanx och familjen Sundasalangidae. Inga underarter finns listade i Catalogue of Life.